# 巴拉風
巴拉風（balafon ( ['bæləfɔ̃],  [bɑlɑ'fɔ̃] ;  Bambara   bala  ) 是一种敲擊演奏的木琴，利用葫蘆產生共鳴。 现在在西非从幾內亞到马里都可見此樂器。 巴拉風（balafon）一詞可能來自於歐洲人將其曼丁哥語名巴拉（bala）與fôn（说话）  或希腊語词根phono結合而創造。 

## 歷史
根據口述歷史，巴拉風至少可以追溯到公元 12 世纪的马里帝国；一般認為此樂器的發展與南部非洲與南美洲的马林巴並無關聯。巴拉風是此樂器在曼丁哥語的名字；在西非地方還有其他變形，例如獅子山的balangi、分布於迦納與布吉納法索的Dagara人的gyil，加纳、布基纳法索、科特迪瓦的Lobi與Gurunsi。中非部分地区也使用类似的乐器，古代刚果王国将这种乐器称为palaku 。
歷史中，關於巴拉風的記載至少可以追溯到公元 12 世纪。公元 1352 年，摩洛哥旅行家伊本·白图泰曾提到，马里统治者曼萨·苏莱曼 (Mansa Suleyman)的宫廷中有 ngoni和 balafon等樂器。
造訪西非的歐洲旅行家所記述的 17 世紀的巴拉風，與現代樂器基本相同。大西洋奴隶贸易將一些巴拉風演奏者帶到了美洲。 《弗吉尼亞公報》曾提到 1776 年非洲裔美國人演奏樂器barrafoo，可能就是巴拉風。到了19世紀中葉，北美洲漸漸不再見到此種樂器的記述。 

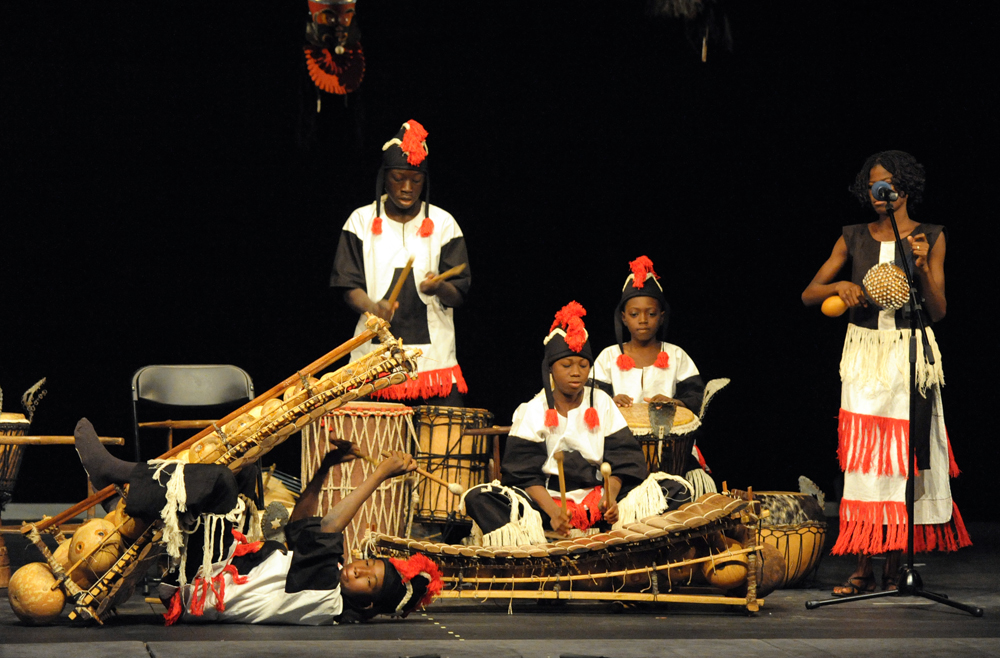
2009 年 9 月，在波兰华沙，布基纳法索的儿童在第五届跨文化节的表演

自 1980 年代以来，随着非洲民謠音乐和世界音乐的发展，巴拉風再度興起。

### 词源
曼丁哥語中，巴拉風一詞是兩個字的組合：balan是樂器的名字，fô是動詞，指「演奏」。因此，Balafon 實際上指的是「演奏bala」。 
在科洛卡尼和博博迪烏拉索地區，大型低音巴拉風仍稱為巴拉（bala）。巴拉的鍵特別長，配有巨大葫蘆用以放大聲音。小型的高音巴拉風稱為巴拉尼（ Balani），其鍵較短，僅有3到4公分長。巴拉尼可用背帶攜帶，通常有 21 個鍵；巴拉的鍵數因地區而異。

## 製造

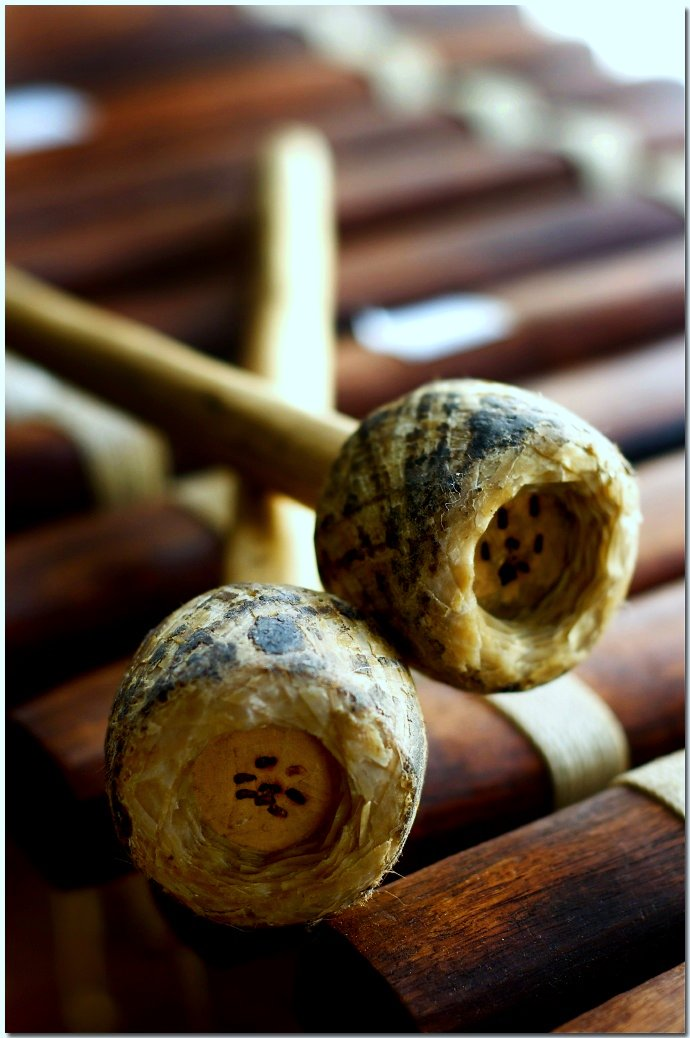
包覆橡胶的木槌

巴拉風的鍵可以是綁串固定在框架上，下方通常有葫蘆殼作為共振器；或是將木鍵獨立放在任何有襯墊的表面上）。巴拉風通常有 17-21 個鍵，根據演奏者的需要，調整為四聲音階、五声音阶或七声音阶。
巴拉風音域範圍通常為 18 到 21個音階，但是有的巴拉風僅有16、12、8個，甚至只有6 和 7個音階。琴鍵傳統上由 béné 木製成，以文火緩慢乾燥，將木鍵底部的木材削掉以調整到所要的音高。
琴鍵為固定的巴拉風，是用皮帶將木鍵固定在木製框架上，下方掛上不同大小的葫蘆作為共振器。每個葫蘆有一個小孔用薄膜覆蓋以產生特別的嗡嗡聲；傳統上是使用蜘蛛卵囊的薄絲，線在一般是用捲菸紙或薄塑料膜。通常演奏者坐在矮凳，使用一對包覆橡膠的木槌敲擊演奏；但也可以以站姿，用肩帶或腰帶勾住木製框架，站立進行演奏。